# Canton d'Andolsheim
Le canton d'Andolsheim est une ancienne division administrative française, située dans le département du Haut-Rhin, en région Grand Est. Le canton d'Andolsheim faisait partie de la première circonscription du Haut-Rhin.

## Composition
Le canton d'Andolsheim regroupait 18 communes :
|  | - Pays de Brisach : - Artzenheim - Baltzenheim - Durrenentzen - Kunheim - Urschenheim - Widensolen - Pays du Ried Brun : - Andolsheim (chef-lieu) - Bischwihr - Fortschwihr - Grussenheim - Holtzwihr - Muntzenheim - Riedwihr - Wickerschwihr - Communauté d'agglomération de Colmar : - Horbourg-Wihr - Houssen - Jebsheim - Sundhoffen |

## Administration

### Conseillers généraux de 1833 à 1871 et de 1919 à 2015
| Période | Période          | Identité                                        | Étiquette                     | Qualité |
| ------- | ---------------- | ----------------------------------------------- | ----------------------------- | --- |
| 1833    | 1835 (démission) | Sigismond Schneider                             |                               | Propriétaire cultivateur à Horbourg                                                                                   |
| 1835    | 1852             | Germain Augustin Jean-Baptiste Prud'homme       | Droite                        | Notaire à Horbourg Député (1848-1851)                                                                                 |
| 1852    | 1870             | Baron Sigismond Guillaume de Berckheim          |                               | Général de division, propriétaire à Bennwihr                                                                          |
|         |                  |                                                 |                               | |
| 1919    | 1934             | Baron Christian Egenolphe François de Berckheim | PDP                           | Général de brigade Propriétaire du château de Schoppenwihr à Bennwihr                                                 |
| 1934    | 1940             | Charles Simler                                  | UPR                           | Cultivateur à Grussenheim                                                                                             |
|         |                  |                                                 |                               | |
| 1945    | 1949             | Léon Fleith                                     | MRP                           | Cultivateur - Maire de Riedwihr                                                                                       |
| 1949    | 1973             | Eugène Ritzenthaler                             | RPF puis RS puis UNR puis UDR | Propriétaire-exploitant Maire de Holtzwihr (1947-1979) Député (1951-1956) Sénateur (1959-1968)                        |
| 1973    | 1992             | Jean-Georges Steib                              | app. CD puis UDF-CDS          | Exploitant agricole Maire de Wihr-en-Plaine (1969-1973) Conseiller régional (1988-1992)                               |
| 1992    | 2004             | Constant Goerg                                  | DVD                           | Agent immobilier Maire d'Andolsheim (1977-2001) Président du Conseil général du Haut-Rhin (1998-2004)                 |
| 2004    | 2015             | Éric Straumann                                  | UMP                           | Professeur agrégé Député du Haut-Rhin (2007-2020) Maire de Houssen (2001-2014) Elu en 2015 dans le Canton de Colmar-2 |

1. ↑  « Jean-Baptiste Germain Prud'homme / ARCHIHW », sur archihw.org (consulté le 6 octobre 2021).
2. ↑  « Général Baron de Berckheim, Sigismond-Guillaume », sur Gallica, 1888 (consulté le 16 août 2020).
3. ↑  « Petite historique de Schoppenwihr et de son château », sur lhistoiredeschoppenwihr.com via Wikiwix (consulté le 13 octobre 2023).
4. ↑  « La Famille Steib / ARCHIHW », sur archihw.org (consulté le 6 octobre 2021).

### Conseillers d'arrondissement (de 1833 à 1940)
Le canton d'Andolsheim avait deux conseillers d'arrondissement à partir de 1919.
| Période                                  | Période | Identité                  | Étiquette   | Qualité |
| ---------------------------------------- | ------- | ------------------------- | ----------- | --- |
| 1833                                     | 1848    | Jean Steib (1789-1850)    |             | Cultivateur, maire de Wihr-en-Plaine                                                                        |
|                                          |         |                           |             | |
| 1919                                     | 1925    | Jean Alois Dietrich       |             | Cultivateur, maire de Wickerschwihr                                                                         |
| 1919                                     | 1937    | Jean Obrecht              | Indépendant | Cultivateur, maire de Jebsheim                                                                              |
| 1925                                     | 1940    | Émile Klinger (1884-1965) | Indépendant | Maire de Houssen (1919-1965)                                                                                |
| 1937                                     | 1940    | Georges Schaechtelin      | Indépendant | Cultivateur, maire d'Andolsheim (1926-1940 et 1945)                                                         |
| 1940                                     |         |                           |             | Les conseils d'arrondissement ont été suspendus par la loi du 12 octobre 1940 et n'ont jamais été réactivés |
| Les données manquantes sont à compléter. |         |                           |             | |